# Noironte
Noironte – miejscowość i gmina we Francji, w regionie Burgundia-Franche-Comté, w departamencie Doubs.
Według danych na rok 1990 gminę zamieszkiwały 303 osoby, a gęstość zaludnienia wynosiła 45 osób/km² (wśród 1786 gmin Franche-Comté Noironte plasuje się na 451. miejscu pod względem liczby ludności, natomiast pod względem powierzchni na miejscu 663.).